# Zeekr
Zeekr (gestileerd als ZEEKR) is een Chinees fabrikant van luxe elektrische auto's. Het bedrijf werd opgericht in 2021 en het hoofdkantoor staat in Ningbo.
De naam van het bedrijf is een samenstelling van de letter Z van Generatie Z en de term geek.

## Beschrijving
Zeekr Intelligent Technology Holding Limited werd opgericht in maart 2021 als een luxemerk voor elektrische voertuigen. Het bedrijf moest concurreren met merken als Nio en Tesla.
Het eerste automodel, de Zeekr 001, werd uitgebracht in april 2021. Dit model stond aanvankelijk gepland om door zusterbedrijf Lynk & Co te worden uitgebracht.
In 2023 ging Zeekr ook uitbreiden naar Europa. Het opende in dat jaar haar eerste buitenlandse showroom in het Zweedse Stockholm. Eind 2023 werd een showroom geopend in Amsterdam, waar het bedrijf ook het Europese hoofdkantoor vestigde.
Na een investeringsronde werd Zeekr op 10 mei 2024 een beursgenoteerd bedrijf aan de New York Stock Exchange.
Op 7 mei 2025 heeft Geely Automobile Holdings een bod gedaan op alle aandelen Zeekr die het nog niet in handen heeft. Geely is al meerderheidsaandeelhouder en biedt US$ 25,66 per aandeel. De aandeelhouders van Zeekr kunnen kiezen voor een betaling in contanten of een combinatie van geld en aandelen.

## Aanbod
- Zeekr 001 (2021–heden), een shooting brake
- Zeekr 007 (2023–heden), een middenklasse sedan
- Zeekr 009 (2023–heden), een MPV
- Zeekr X (2023–heden), een compacte SUV
- Zeekr 7X (2024–heden), een middenklasse SUV
- Zeekr Mix (2024–heden), een compacte MPV

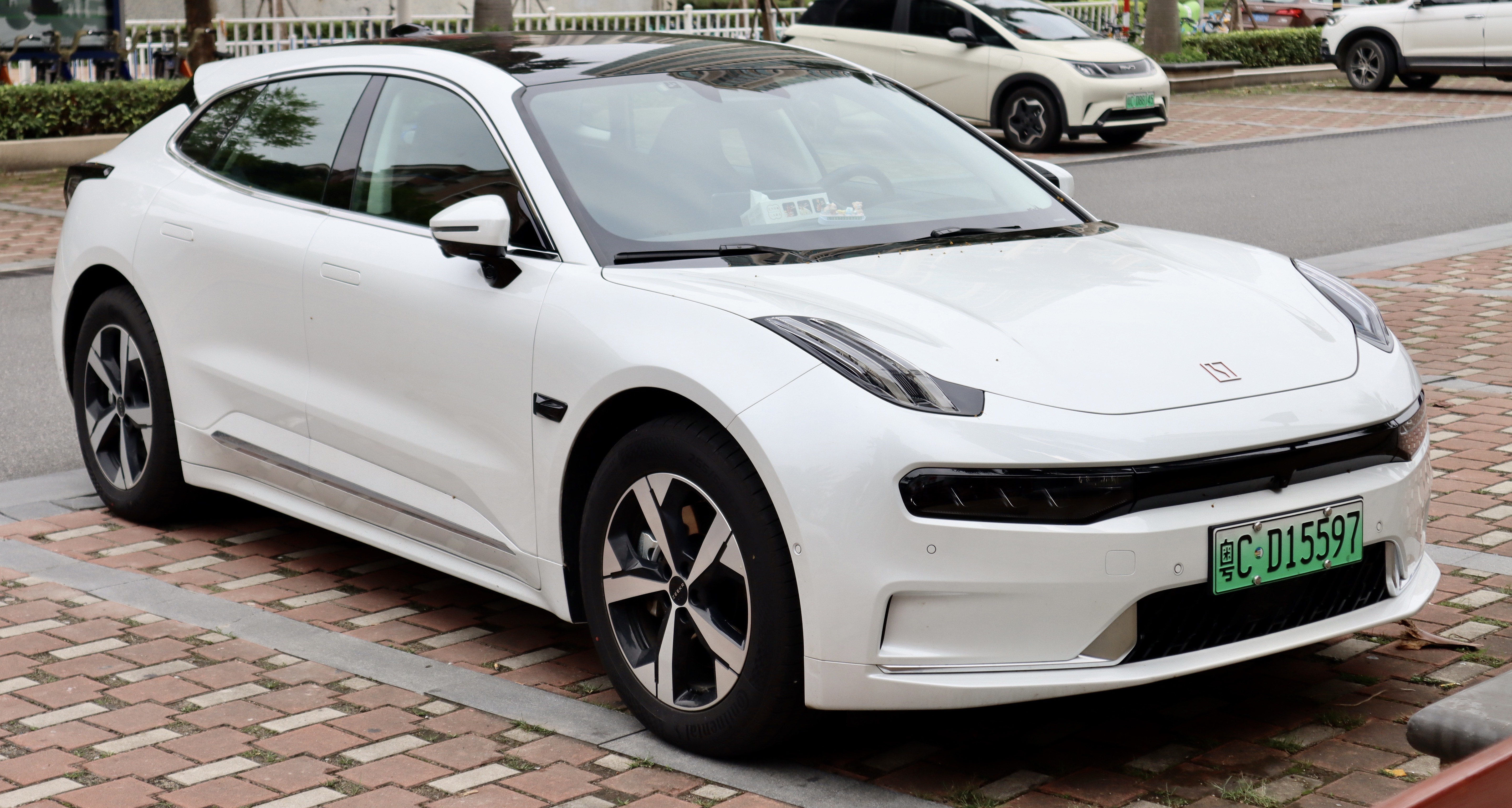
Zeekr 001
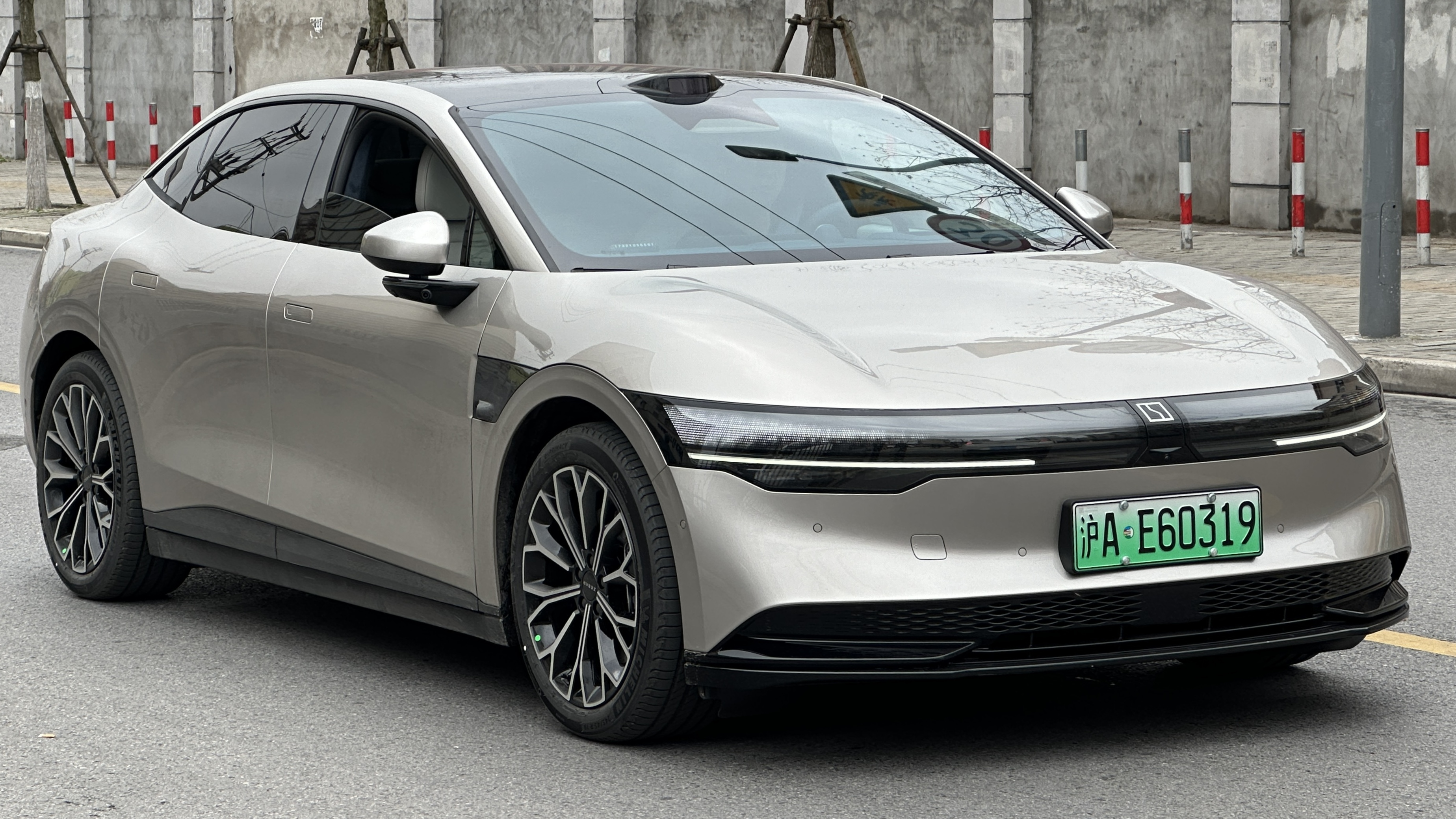
Zeekr 007
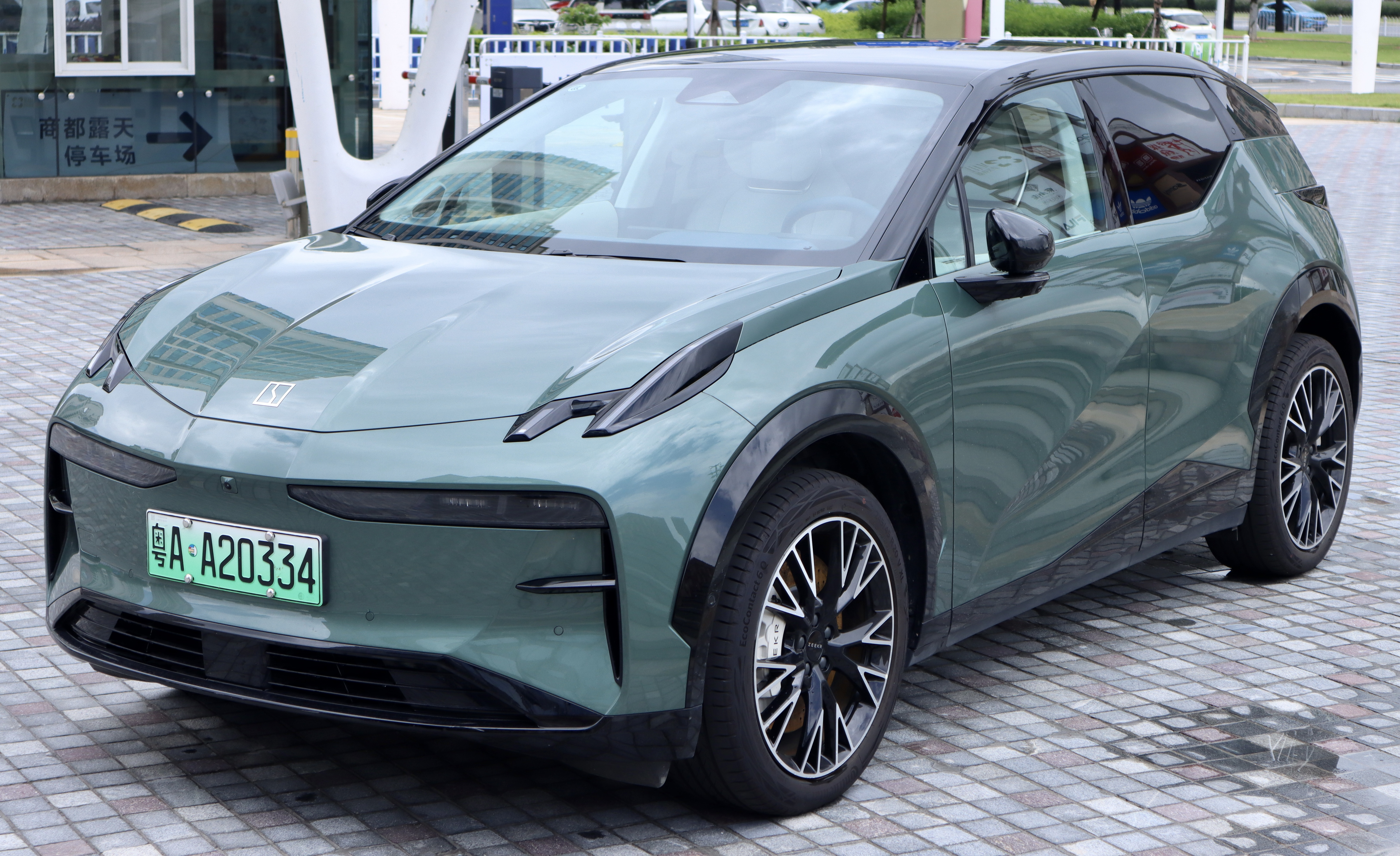
Zeekr X